# Roman Polański: Ścigany i pożądany
Roman Polański: Ścigany i pożądany (ang. Roman Polanski: Wanted and Desired) – film dokumentalny z 2008 roku w reżyserii Mariny Zenovich. Opowiada o życiu i twórczości reżysera Romana Polańskiego, poruszając głównie temat procesu sądowego, w którym Polański był oskarżony o wykorzystanie seksualne Samanthy Gailey (obecnie Geimer) w 1978 roku.

## Muzyka w filmie
Podczas sekwencji otwierającej obraz pojawia się „Kołysanka”, motyw przewodni skomponowany przez Krzysztofa Komedę do filmu Dziecko Rosemary. Następnie w tle można usłyszeć kompozycje do innych filmów Polańskiego, m.in. melodię skomponowaną przez Philippe Sarde do Lokatora. Stworzeniem oryginalnej ścieżki do filmu i aranżacją utworów zajął się Mark degli Antoni.

## Kontrowersje
Twórcy dokumentu nie dostali zezwolenia na wykorzystanie w nim filmów archiwalnych z udziałem sędziego Laurence’a J. Rittenbanda, prowadzącego sprawę gwałtu Gailey. Na występ przed kamerą nie zgodził się sam Polański.
Według Polańskiego film sprowokował jego aresztowanie w Zurychu w 2009 roku. Po zatrzymaniu reżysera David Wells, emerytowany zastępca prokuratora okręgowego, wycofał się z wywiadu udzielonego Zenovich.
Po premierze Roman Polański: Ścigany i pożądany adwokaci Polańskiego wnieśli o oddalenie zarzutów o gwałt. Według nich film dowodzi wielu uchybień proceduralnych, do których doszło w czasie procesu w 1977 roku. Sąd jednak odrzucił wniosek.

## Festiwale i nagrody
Film zdobył dwie nagrody Emmy w 2009 roku: za najlepszą reżyserię i scenariusz programu dokumentalnego, będąc nominowany także w trzech innych kategoriach. Był pokazywany na Sundance Film Festival (wyróżnienie za najlepszy montaż filmu dokumentalnego), Cannes Film Festival (pokaz specjalny), oraz Libertas Film Festival w Dubrowniku.